# ESPN 3 (Brasil)
ESPN 3 (Brasil) es una cadena de televisión por cable o satélite exclusivo para Brasil. Es la señal en portugués brasileño de ESPN 3 Latinoamérica.
Su programación y contenido es de tipo deportivo. La sede del canal se encuentra en la ciudad de São Paulo, Brasil. 
Se creó para abarcar más deportes, como pasar eventos en vivo como partidos de fútbol, tenis u otros deportes que se juegan a la misma hora y que no cabian en un solo ESPN. 
Cuando ESPN presenta dificultades debido a que se están llevando a cabo dos eventos importantes al mismo tiempo, generalmente transmite por su señal principal (ESPN) el evento considerado de mayor importancia y el otro se transmite por este canal (ESPN 3). Disponible en Sky Brasil, Claro, Vivo entre otros.